# 암페라 다리

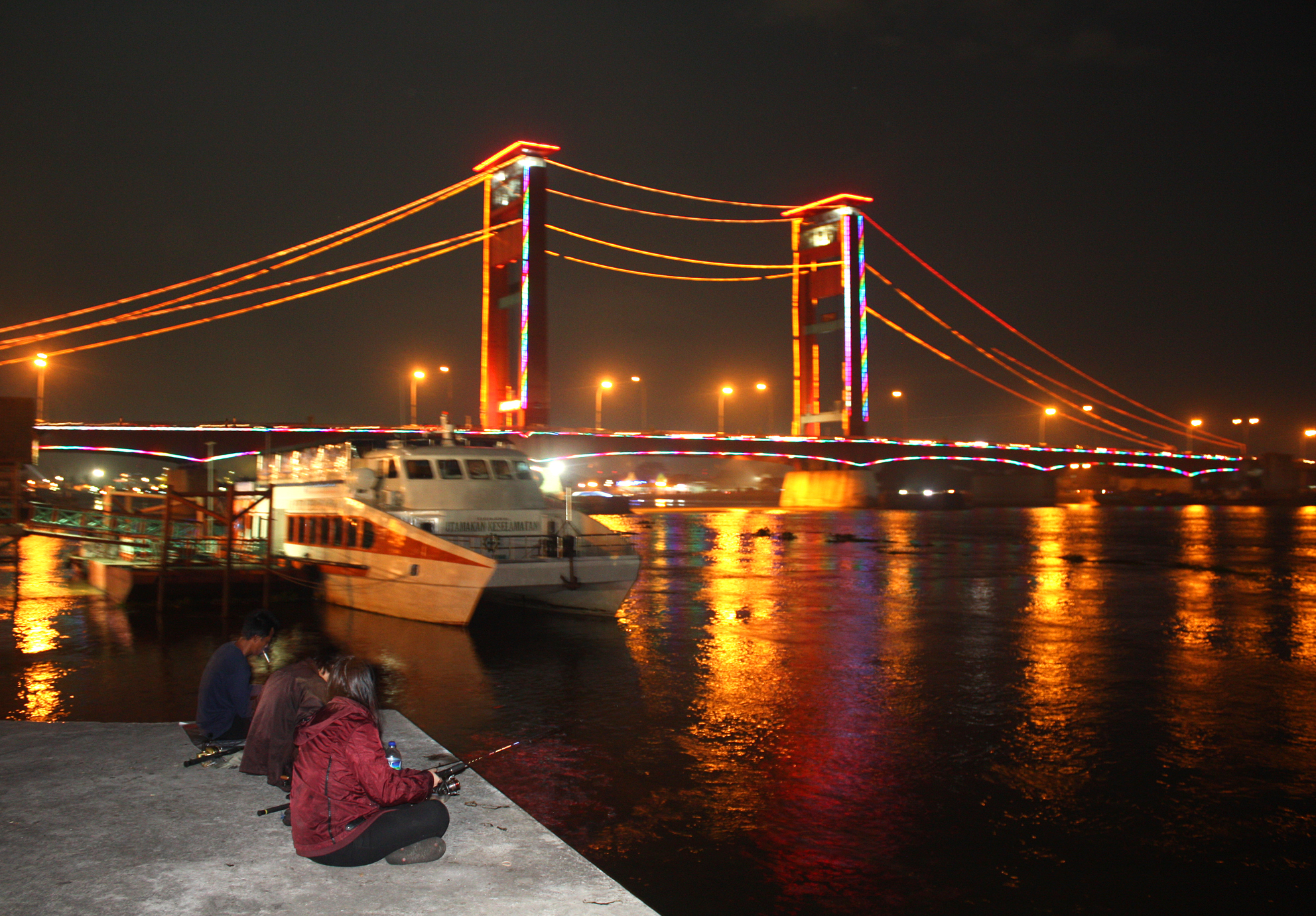

암페라 다리(Ampera Bridge, 인도네시아어: Jembatan Ampera, Amanat Penderitaan Rakyat [인민 고난의 명령], 현재는 거의 사용되지 않는 구어적 표현인 인도네시아 헌법 서문에서 유래함), 과거에는 개통부터 1966년 탈수카르노화 운동까지 수카르노 다리(인도네시아어: Jembatan Bung Karno, 수카르노 대통령의 이름을 따서 명명)로 불렸으며, 인도네시아 남수마트라주 팔렘방 시에 있는 수직 인상교이다. 이 다리는 팔렘방의 두 지역인 세베랑 울루와 세베랑 일리르를 연결한다. 현재는 배가 지나갈 수 있도록 개방할 수 없다.
이 다리는 인도네시아의 초대 대통령인 수카르노 시대에 계획되었는데, 런던의 타워 브리지에 필적하는 개폐 가능한 다리를 원했다. 건설 자금은 일본의 전쟁 배상금에서 나왔고, 스바루가 설계 및 건설을 담당했다. 그러나 당시 일본에는 이런 종류의 다리가 없었고, 스바루는 다리 건설 경험이 없었다. 공식 개통은 1965년 11월 10일 남수마트라 주지사 아부자지드 부스토미가 진행했다. 처음에는 이 다리가 대통령의 이름을 따서 수카르노 다리로 알려졌지만, 그의 몰락 이후 암페라 다리로 이름이 변경되었다.
개통 후 몇 년 동안 중앙 경간은 약 10 미터 매 분 (33 ft/min)의 속도로 들어 올려져 높이 44.5 미터 (146 ft)까지의 선박이 아래를 통과할 수 있었다. 그러나 이는 몇 번밖에 이루어지지 않았고, 1970년 이후에는 더 이상 개방할 수 없었다. 공식적인 이유는 다리를 올리는 데 필요한 30분 때문에 용납할 수 없는 지연이 발생했고, 어쨌든 강에 퇴적이 진행되어 대형 선박이 통과할 수 없게 되었기 때문이다. 그러나 건설 전에 컨설턴트로 활동했던 건축가 위라트만(Wiratman)에 따르면, 다리 설계는 건설된 연약한 진흙 때문에 처음부터 결함이 있었다. 그는 자신의 우려가 정치적인 이유로 무시되었으며, 탑의 기초가 이동하면서 다리가 변형되어 더 이상 열 수 없게 되었다고 주장한다. 다리의 무게 균형을 맞추는 데 필요한 평형추는 추락으로 인한 사고를 방지하기 위해 1990년에 제거되었다.
다리의 색깔은 세 번 변경되었다. 처음에는 회색이었지만, 1992년에 노란색으로 변경되었다. 그리고 메가와티 수카르노푸트리가 대통령으로 이끌던 2002년에 다시 빨간색으로 변경되었다.

## 같이 보기
- 암페라 LRT역